# Rumæniens flag
Rumæniens flag blev taget i brug 27. december 1989. Farverne blå, gul og rød er traditionelle rumænske farver. De stammer fra året 1848 og er sat sammen af fyrstedømmerne Valakiets og Moldaviens farver. Under landets kommunistiske periode brugte man det samme flag, men med landets nationalvåben i midten.

## Revolutionsflaget 1989
Den 17. december 1989 begyndte demonstranter i Timişoara at benytte flag, hvor det kommunistiske statsvåben (som symbol på Ceauşescus diktatur) var fjernet – som regel ved at man havde klippet eller revet et hul i den gule stribe.

## Lignende flag
Læg mærke til at Tchads flag er næsten identisk, med en lidt mørkere blåtone. Flaget ligner også Andorras flag. Moldova var en gang rumænsk og dette lands farver er derfor også blåt, gult og rødt. 